# Apatxe occidental
L'apatxe occidental (Ndee biyati' / Nnee biyati' ) és una de les llengües atapascanes meridionals parlada per uns 12.000 apatxes occidentals que viuen principalment al centre-est d'Arizona. Goodwin (1938) afirma que els apatxes occidentals es poden dividir en cinc grups dialectals:
- Cibecue
- Tonto del Nord
- Tonto del Sud
- San Carlos
- White Mountain

Altres investigadors no van trobar cap evidència lingüística per als cinc grups, sinó tres varietats principals amb diversos subgrups:
- San Carlos
- White Mountain
- Tonto

L'apatxe occidental està més estretament relacionat amb altres llengües atapascanes meridionals com navaho, chiricahua, mescalero, lipan, apatxe de les planures, i jicarilla.
En 2011 el Programa de Preservació de la Llengua de la Tribu Apatxe San Carlos, amb seu a Peridot (Arizona), va iniciar els seus contactes amb el " 14.000 membres de les tribus que resideixen dins dels districtes de Bylas, Gilson Wash, Peridot i Seven Mile Wash."